# قلعه درویش
قلعه درویش، روستایی از توابع بخش مرکزی شهرستان اردل در استان چهارمحال و بختیاری ایران است.

## جمعیت
این روستا در دهستان پشتکوه قرار دارد و براساس سرشماری مرکز آمار ایران در سال ۱۳۸۵، جمعیت آن ۵۹۵ نفر (۱۲۵خانوار) بوده‌است.نامش